# Eropterus glebulus
Eropterus glebulus es una especie de escarabajo de alas de red perteneciente a la familia Lycidae. En su distribución mundial, E. glebulus es el representante más austral del género Eropterus. El nombre científico de la especie fue publicado en 2004 por Sergey Vasiljevich Kazantsev derivado del latín que traduce a "un pequeño terrón" o "trozo de tierra".